# Фонема
Фоне́ма — найменша неподільна звукова структурно-семантична мовна одиниця, що здатна виконувати деякі функції у мовленні.
Зокрема фонема творить, розділяє і розпізнає морфеми, слова, їхні форми в мовному потоці.

## Функції фонеми
Зазвичай виділяють:
- конститутивну: фонеми є тим матеріалом, з допомогою якого творяться одиниці вищих рівнів;
- ідентифікаційну: із суцільного потоку мовлення людина розпізнає окремі звуки, а завдяки цьому й окремі слова;
- дистинктивну: фонеми розрізняють як зміст слова, так і його форму.

Фонема як певний знак, модель матеріалізується в мовленні у вигляді звуків, серед яких вирізняють головний вияв фонеми (інваріант) та її варіанти (алофони).
Виявлення фонеми в її самостійних ознаках, тобто незалежно від місця в слові, впливу сусідніх звуків, наголошеності й ненаголошеності, індивідуальних фізіологічних особливостей людини називається головним виявом фонеми.
Варіанти фонем є трьох типів:
Під позиційним варіантом розуміють вияв фонеми як звуку тільки в певній означеній позиції в слові. Позиційним варіантом є звуковий вияв фонеми /и / як [ие] або [еи] у ненаголошеній позиції.
Комбінаторним варіантом фонеми називають звук, який з'являється замість головного вияву даної фонеми внаслідок змін, що відбуваються в артикуляції під впливом звукового оточення, наприклад, комбінаторним варіантом є реалізація фонеми /т′/ у звукові [д′] під впливом наступного дзвінкого: /молод′ба/.
Факультативним варіантом фонеми називається її не обов'язковий, але можливий у літературній мові звуковий вияв. Наприклад, перед фонемою /і/ звичайна для літературної мови фонема /т′/ /ст′іл/, хоч окремі носії в деяких словах реалізують її у звукові [т] [стіл].

## Історія дослідження
Фонему вивчає функціональна фонетика, або фонологія. Функціональна фонетика зароджується в 70-х роках XIX ст. у дослідженнях німців Вінтелера та Зіверса, а пізніше Єсперсена, підготували перехід до нової точки зору на звукові одиниці мови й разом з тим поділ підходів до опису звукової сторони мови на власне фонетичний та фонологічний.
Переломними у фонетиці стали ідеї Бодуена де Куртене. Науковець розмежував вчення про звуковий бік мови на антропофоніку, що має справу зі фізичною, матеріально вираженою звуковою субстанцією, і психофонетику, де звукова оболонка мови розглядалася як явище психічне, ментальне, а тому функціональне. На позначення такого явища Бодуен використав термін фонема як базова одиниця психофонетики.
Великий внесок у розвиток функціональної фонетики внесли магістерська дисертація Л.Щерби (1912), кавказознавчі роботи Н.Яковлєва 20-х рр. XX ст.
Функціональна фонетика як самостійна лінгвістична дисципліна виокремилася у 20-30-х роках XX ст. і стала називатися фонологією. Засновниками фонології були представники Празької лінгвістичної школи: Н.Трубецькой, Р.Якобсон, С.Карцевський, які виклали основні ідеї фонології на 1-му Міжнародному конгресі лінгвістів (Гаага, 1928). Особливу роль у становленні фонологічної мовознавчої дисципліни зіграла праця М. Трубецького «Основи фонології» (1939) — перший систематичний виклад завдань, принципів та методів фонології.
В українському мовознавстві початок фонологічного періоду датується 20-ми роками минулого століття, коли вийшла праця Євгена Тимченка «Курс історії українського язика. Вступ і фонетика» (1927), О.Синявського «Спроба звукової характеристики літературної української мови» (1929) та О.Курило «До поняття фонема» (1930). Загалом, проблеми вітчизняної фонології розв'язувалися на підґрунті ідей двох фонологічних шкіл — МФШ (Московська) і ЛФШ (Ленінградська). Представники першої (Р. Аванесов, П. Кузнєцов, С. Сидоров, О. Реформатський, М. Панов, С. Журавльов, В. Кодзасов, Т. Ніколаєва) спиралися на ідеї Бодуена де Куртене про зв'язаність фонеми з морфемою. Тобто встановлення фонеми можливе лише у зв'язку з морфемою, в межах якої існує фонема. Звідси одне з ключових понять — явище нейтралізації, коли дві різні фонеми можуть виражатися одним і тим самим звуком.
Представники ЛФШ, спираючись на праці Л.Щерби (Л. Зіндер, М. Матусевич, Л. Бондарко, Л. Вербицька, С. Гордіна) розглядали фонему у єдності зі звуком, відкидали ідею нейтралізації МФШ, тобто надавали вирішального значення звуковому вираженню фонеми.

## Фонема і звук
Фонема як функціональна одиниця матеріалізується у звуках. Однак фонема і звук — це різні величини. Відмінність між ними полягає в тому, що:
| Фонема             | Звук                |
| ------------------ | ------------------- |
| Явище соціальне    | Явище індивідуальне |
| Мовна одиниця      | Мовленнєва одиниця  |
| Абстрактна одиниця | Конкретна одиниця   |
| Величина стала     | Величина залежна    |

## Правила виділення фонем
Російський мовознавець М. С. Трубецькой запропонував чотири правила для розрізнення фонем від варіантів фонем :
1. Якщо в тій чи тій мові два звуки зустрічаються в одній і тій самій позиції та можуть заміщати один одного, не змінюючи при цьому значення слова, то такі звуки є факультативними варіантами однієї фонеми.

При цьому факультативні варіанти бувають загальнозначущі та індивідуальні, а також стилістично суттєві і стилістично несуттєві.
1. Якщо два звуки зустрічаються в одній і тій самій позиції й не можуть при цьому замінити один одного без того, щоб змінити значення слова або спотворити його до невпізнання, то ці звуки є фонетичними реалізаціями двох різних фонем.
2. Якщо два акустично (або артикуляторно) споріднені звуки ніколи не зустрічаються в одній і тій самій позиції, то вони є комбінаторними варіантами однієї й тієї самої фонеми.
3. Два звуки, що в усьому відповідають умовам третього правила, все-таки не можна вважати варіантами однієї фонеми, якщо в даній мові вони можуть слідувати один за одним як члени звукосполучення, до того ж в такому положенні, в якому може зустрічатися один з цих звуків без супроводу другого.

М. С. Трубецьким також запропонував сім правил для розрізнення окремих фонем від сполучень фонем :
1. Реалізацією однієї фонеми можна вважати тільки поєднання звуків, складові частини якого в даній мові не розподіляються по двох складах.

Так, в українській мові [ц] не розпадається на межі складу: Дзер-каль-це. Тоді як в англійській та фінській мовах комплекс [ts] обов'язково розділяється: англ. hot-spot (гаряча точка) або фін. it-se (сам).
1. Групу звуків можна вважати реалізацією однієї фонеми тільки в тому випадку, якщо вона утворюється за допомогою єдиної артикуляції або створюється в процесі поступового зменшення або скорочення артикуляційного комплексу.
2. Групу звуків слід вважати реалізацією однієї фонеми, якщо її тривалість не перевищує тривалості інших фонем даної мови.
3. Потенційно однофонемну групу звуків (тобто групу, що задовольняє вимоги попередніх трьох правил) слід вважати реалізацією однієї фонеми, якщо вона зустрічається в таких положеннях, де, за правилами цієї мови, неприпустимі поєднання фонем певного роду.

Так, у деяких африканських мовах зустрічаються комплекси [mb] і [nd] на початку слова. При цьому інших сполучень приголосних у цій позиції не буває, тому такі комплекси вважаються однією фонемою. У кіпрській грецькій мові комплекси [mb] і [nd] зустрічаються на початку слова поряд з іншими поєднаннями приголосних, тому поєднання [mb] і [nd] вважаються такими, що складаються з двох фонем.
1. Групу звуків, що відповідає вимогам, сформульованим у правилах 1-3 слід вважати простою фонемою, якщо це випливає з усієї системи даної мови.

Це правило особливо важливе для інтерпретації дифтонгів. В українській мові поєднання типу [ай], [ой] при словозміні розпадаються на поєднання голосного з приголосним [й]: [дай - да-йу]. Тоді як у германських мовах вони чергуються з простими голосними: write [raɪt] — written [ˈrɪt(ə)n]. Тому в германських мовах дифтонги трактуються як фонеми поряд зі звичайними голосними .
1. Якщо складова частина потенційно однофонемної групи звуків не може бути витлумачена як комбінаторний варіант певної фонеми даної мови, то вся група звуків повинна розглядатися як реалізація однієї фонеми.
2. Якщо один звук і група звуків, що задовольняють зазначеним вище фонетичним передумовам, відносяться один до одного як факультативні або комбінаторні варіанти і якщо при цьому група звуків є реалізацією групи фонем, то і один звук повинен розглядатися як реалізація тієї ж групи фонем."

## Фонеми у знакових мовах
У знакових мовах (наприклад в мові глухих) окремі знаки також називаються фонемами. Ментальне кодування та сприйняття таких знаків практично не відрізняється від сприйняття звуків на слух.

## Фонеми української мови
Українська мова має 38 фонем:
6 голосних : [ɑ] — а, [ɛ] — е, [i] — і, [u] — у, [ɔ] — о, [ɪ] — и
32 основні приголосні: [m] — м, [n] — н, [nʲ] — нь, [b] — б, [d] — д, [d͡z] — дз, [d͡zʲ] — дзь, [d͡ʒ] — дж, [dʲ] — дь, [ɡ] — ґ, [p] — п, [t] — т, [t͡s] — ц, [t͡sʲ] — ць, [t͡ʃ] — ч, [tʲ] — ть, [k] — к, [w] — в, [j] — й, [ɦ] — г, [z] — з, [zʲ] — зь, [ʒ] — ж, [f] — ф, [s] — с, [sʲ] — сь, [ʃ] — ш, [x] — х, [l] — л, [lʲ] — ль, [rʲ] — рь, [r] — р
10 подвоєних приголосних[джерело?]: [ɲː] — пом'якшена нн, [ɟː] — пом'якшена дд, [cː] — пом'якшена тт, [ʎː] — пом'якшена лл, [t͡sʲː] — пом'якшена цц, [zʲː] — пом'якшена зз, [sʲː] — пом'якшена сс, [t͡ʃʲː] — пом'якшена чч, [ʒʲː] — пом'якшена жж, [ʃʲː] — пом'якшена шш.